# 工業市 (加利福尼亞州)
工业市或工业城（英語：City of Industry），中文又音译为因达斯特里，是美国加利福尼亚州洛杉矶县下属的一座位於聖蓋博谷的城市。建市于1957年6月18日，面积大约为11.78平方英里（30.5平方公里）。根据2010年美国人口普查，该市只有人口219人。